# FIBA Asia Cup
Het Aziatisch kampioenschap basketbal voor mannen (officieel FIBA Asia Championship) is een tweejaarlijks basketbaltoernooi voor alle landen aangesloten bij FIBA Asia. Het toernooi werd in 1960 voor het eerst georganiseerd in de Filipijnse hoofdstad Manilla. De eerste drie landen van het Aziatisch kampioenschap kwalificeren zich voor het Wereldkampioenschap basketbal. De winnaar van een pre-olympische editie is bovendien verzekerd van deelname aan de Olympische Zomerspelen.

## Overzicht
| Jaar | Gaststad     | Eerste     | Tweede      | Derde         |
| ---- | ------------ | ---------- | ----------- | ------------- |
| 1960 | Manilla      | Filipijnen | Taiwan      | Japan         |
| 1963 | Taipei       | Filipijnen | Taiwan      | Zuid-Korea    |
| 1965 | Kuala Lumpur | Japan      | Filipijnen  | Zuid-Korea    |
| 1967 | Seoel        | Filipijnen | Zuid-Korea  | Japan         |
| 1969 | Bangkok      | Zuid-Korea | Japan       | Filipijnen    |
| 1971 | Tokio        | Japan      | Filipijnen  | Zuid-Korea    |
| 1973 | Manilla      | Filipijnen | Zuid-Korea  | Japan         |
| 1975 | Bangkok      | China      | Japan       | Zuid-Korea    |
| 1977 | Kuala Lumpur | China      | Zuid-Korea  | Japan         |
| 1979 | Nagoya       | China      | Japan       | Zuid-Korea    |
| 1981 | Calcutta     | China      | Zuid-Korea  | Japan         |
| 1983 | Hongkong     | China      | Japan       | Zuid-Korea    |
| 1986 | Kuala Lumpur | Filipijnen | Zuid-Korea  | China         |
| 1987 | Bangkok      | China      | Zuid-Korea  | Japan         |
| 1989 | Peking       | China      | Zuid-Korea  | Taiwan        |
| 1991 | Kobe         | China      | Zuid-Korea  | Japan         |
| 1993 | Jakarta      | China      | Noord-Korea | Zuid-Korea    |
| 1995 | Seoel        | China      | Zuid-Korea  | Japan         |
| 1997 | Riyad        | Zuid-Korea | Japan       | China         |
| 1999 | Fukuoka      | China      | Zuid-Korea  | Saoedi-Arabië |
| 2001 | Shanghai     | China      | Libanon     | Zuid-Korea    |
| 2003 | Harbin       | China      | Zuid-Korea  | Qatar         |
| 2005 | Doha         | China      | Libanon     | Qatar         |
| 2007 | Tokushima    | Iran       | Libanon     | Zuid-Korea    |
| 2009 | Tianjin      | Iran       | China       | Jordanië      |
| 2011 | Wuhan        | China      | Jordanië    | Zuid-Korea    |
| 2013 | Manilla      | Iran       | Filipijnen  | Zuid-Korea    |
| 2015 | Changsha     | China      | Filipijnen  | Iran          |
| 2017 | Beiroet      | Australië  | Iran        | Zuid-Korea    |
| 2022 | Jakarta      | Australië  | Libanon     | Nieuw-Zeeland |
| 2025 | Jeddah       |            |             |               |